# حصن سيلوزو

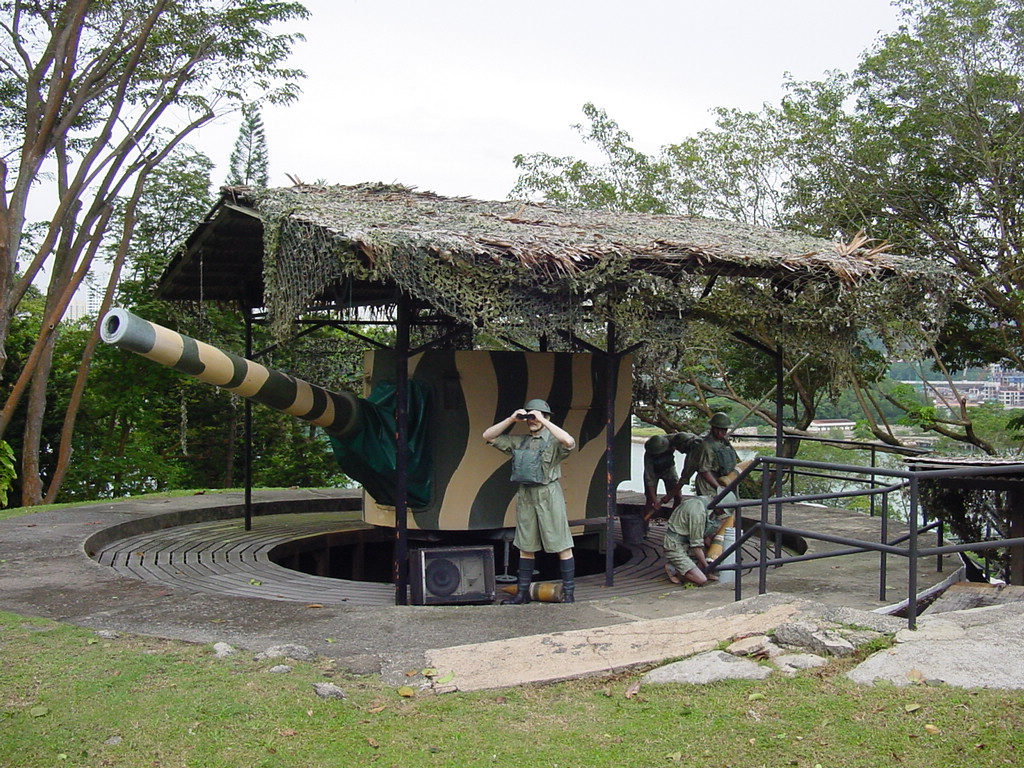
واحد من مدافع الحصن

حصن سيلوزو وهو حصن عسكري ساحلي في سنغافورة بُنيَّ من قبل اليابانيين بعد احتلالهم لسنغافورة أثناء الحرب العالمية الثانية ويقع الحصن في جزيرة سينتوسا ويتواجد في الحصن مدافع ثقيلة، وحاليًا هو مُنتجَع سياحي ومتحف عسكري.